# 凯文·诺伊费尔德
凯文·诺伊费尔德（英語：Kevin Neufeld，1960年11月6日—2022年2月26日），加拿大男子赛艇运动员。他曾代表加拿大参加1984年和1988年夏季奥林匹克运动会赛艇比赛，其中1984年奥运会获得一枚金牌。